# Bâtiment de l'Institut archéologique autrichien d'Athènes
Le bâtiment de l'Institut archéologique autrichien d'Athènes (grec moderne : κτίριο Αυστριακού Αρχαιολογικού Ινστιτούτου Αθηνών) est un palais situé dans le centre-ville d'Athènes, en Grèce.

## Emplacement
L'édifice est situé au numéro 26 de l'avenue Alexándras (grec moderne : Λεωφόρος Αλεξάνδρας), dans le centre-ville d'Athènes.

## Histoire et description
Construit entre 1905 et 1908, selon des plans établis par Ernst Ziller, ce palais de trois étages et d'architecture néo-classique accueille, initialement, l'Institut archéologique autrichien d'Athènes, avant de devenir, par la suite, le siège de l'ambassade d'Autriche en Grèce.